# Сакай, Масато
Масато Сакай (яп. 堺 雅人 Сакай Масато, род. 14 октября 1973, Миядзаки) — японский актёр и сэйю.

## Фильмы
- «Сукияки-вестерн: Джанго» (Sukiyaki Western: Django), 2007
- The Wall Man, 2006
- «Мед и клевер» (Hachimitsu to Clover), 2006
- «Последний меч самурая» (Mibu Gishi Den / When the Last Sword Is Drawn), 2003
- Koko ni irukoto, 2001
- Harikomi, 2001
- «Подсолнух» (Himawari / Sunflower), 2000
- Kasei no Waga ya (2000)

## Дорамы
- 2013 — Ханзава Наоки / Hanzawa Naoki
- 2012 — Орлы юриспруденции / Legal High — Камикаде Кенсуки
- 2010 — ДЖОКЕР: Беспощадный детектив / JOKER Yurusarezaru Sosakan — Датэ Кадзуёси
- 2007 — Секрет Ханадзоно / Himitsu no Hanazono — Катаока Ватару